# Synaphosus trichopus
Synaphosus trichopus är en spindelart som först beskrevs av Roewer 1928.  Synaphosus trichopus ingår i släktet Synaphosus och familjen plattbuksspindlar. Inga underarter finns listade i Catalogue of Life.